# Рафіу Мутаїру
Рафіу Мутаїру (фр. Rafiou Moutairou, нар. 11 жовтня 1960, Ломе, Того) — тоголезький футболіст, що грав на позиції нападника. Відомий за виступами в клубі «Агаза» та в національній збірній Того.

## Футбольна кар'єра
Рафіу Мутаїру народився в Ломе. Усю свою кар'єру провів у місцевому клубі «Агаза», за який за понад 20 років виступів зіграв понад 700 матчів, та відзначився понад 400 забитими м'ячами. У 1983 році він зайняв третє місце в опитуванні Африканський футболіст року. Рафіу Мутаїру є двоюрідним братом іншого тоголезького футболіста Баширу Салу. У складі національної збірної Того футболіст грав з 1979 до 1992 року, зігравши 52 гри, в яких відзначився 25 забитими м'ячами. У складі збірної Мутаїру брав участь у Кубку африканських націй 1984 року.